# Ribeirinha (Lajes do Pico)
Ribeirinha is een plaats (freguesia) in de Portugese gemeente Lajes do Pico en telt 411 inwoners (2001). De plaats ligt op het eiland Pico, onderdeel van de Azoren.